# Cap Áraxos
Le cap Áraxos, en grec moderne : Ακρωτήριον Άραξος, aussi cap Pápa, autrefois Araxum Promontorium, est un cap de Grèce, sur la côte nord-ouest du Péloponnèse, à l’entrée sud du golfe de Patras.
Il appartient au dème d'Achaïe-Occidentale et est inclus dans le parc national de Kotýchi-Strofyliá depuis 2009.
Entre ce cap et l'île d'Oxia eut lieu le 7 octobre 1571 la bataille navale de Lépante.

## Source
« Cap Áraxos », dans Pierre Larousse, Grand dictionnaire universel du XIXe siècle, Paris, Administration du grand dictionnaire universel, 15 vol., 1863-1890 [détail des éditions].